# Gmina zbiorowa Stadtoldendorf
Gmina zbiorowa Stadtoldendorf (niem. Samtgemeinde Stadtoldendorf) – dawna gmina zbiorowa położona w niemieckim kraju związkowym Dolna Saksonia, w powiecie Holzminden. Siedziba gminy zbiorowej znajdowała się w mieście Stadtoldendorf.

## Podział administracyjny
Do gminy zbiorowej Stadtoldendorf należało sześć gmin, w tym jedno miasto (Stadt):
1. Arholzen
2. Deensen
3. Heinade
4. Lenne
5. Stadtoldendorf – miasto
6. Wangelnstedt

1 stycznia 2011 gmina zbiorowa została połączona z gminą zbiorową Eschershausen, w wyniku czego powstała nowa gmina zbiorowa Eschershausen-Stadtoldendorf.